# Yelyzaveta Oleksiivna Yasko
Yelyzaveta Yasko (  17 de octubre de 1990, Kiev ) - Diputada de Ucrania de la IX convocatoria, productora.

## Educación
Entre 2008 y 2012 Yelyzaveta estudió en la Facultad de Filosofía de la Universidad Nacional Tarás Shevchenko de Kiev, y se licenció con honores en ciencias políticas.
En 2014 sacó una maestría en ciencias políticas de la Universidad Tarás Shevchenko de Kiev. 
Entre 2013 y 2014 participó en un intercambio universitario entre la Universidad Nacional Tarás Shevchenko de Kiev y la Universidad Estatal de Moscú. 
De 2016 a 2017 Yelyzaveta estudió en la Universidad de Oxford, y sacó una maestría en la política pública. Fue la primera ucraniana que se graduó de la Escuela Blavatnik de Gobierno en la Universidad de Oxford. Durante sus estudios en Oxford, fue presidente de la Asociación ucraniana de la Universidad de Oxford.

## Actividades profesionales
En 2011-2012, completó una pasantía en el Comité de Cultura y Espiritualidad y el Centro Europeo de Apoyo a la Información bajo el Comité de Integración Europea de la Verjovna Rada de Ucrania.
Entre 2013 y 2016, fue miembro de grupos de trabajo para el desarrollo de reformas en el campo de la cultura con una serie de organismos públicos y políticos, involucrados en actividades de expertos.
De 2014 a 2016 рр. Trabajó como gerente de proyectos en la agencia de comunicaciones estratégicas CFC Consulting, el Centro de Medios de Crisis de Ucrania, en el equipo de comunicaciones estratégicas de la Administración del Presidente de Ucrania . Fue directora ejecutiva de la campaña musical "Testigo", dedicada al 75 aniversario de la tragedia de Babyn Yar (que ganó el primer premio en la historia de Ucrania en el Festival Internacional de Creatividad Cannes Lions ) y de la campaña ucraniana para el referéndum Hop Nederland Hop 2016. en los Países Bajos Acuerdos de asociación entre Ucrania y la UE. Coordinó el proyecto multimedia "UN Cien", que fue presentado por la delegación de Ucrania en la Asamblea General de la ONU en Nueva York a los líderes mundiales en 2014-2015.
Después de regresar a Ucrania, creó la iniciativa Yellow Blue Strategy, que se ocupa de proyectos culturales y educativos sobre diplomacia cultural, política de felicidad, oportunidades para estudiar en el extranjero y el desarrollo de la economía creativa en Ucrania. Las actividades de Yellow Blue Strategy también incluyeron la producción de documentales en colaboración con Clover Films.
Yelyzaveta es la productora de la película "Crimea: el secreto sucio de Rusia", que se estrenó en Aljazeera TV en 2019. La película también se proyectó en Ucrania. También fue productora de una serie de documentales sobre la historia de la KGB, que fueron lanzados en los canales de televisión europeos ZDF y ARTE .
En 2018, también desarrolló una startup y se convirtió en vicepresidenta de impacto positivo en la sociedad y las relaciones externas en YOUNK, el primer sello musical basado en la tecnología blockchain.

## Carrera política
Desde agosto de 2019 es diputada en la Rada Suprema de Ucrania, elegida en las elecciones parlamentarias del 21 de julio de 2019, en las que figuró como número 15 en la lista del partido Servidor del Pueblo.
Es miembro del Comité de la Rada Suprema de Ucrania sobre la política exterior 
Es miembro de la Comisión de la Rada Suprema de Ucrania de Escrutinio.
Es miembro del grupo parlamentario “Ucrania feliz”, creado con la intención de promover el desarrollo de una sociedad ucraniana feliz. El grupo parlamentario reúne los esfuerzos del Estado y del gobierno local y del sector público para establecer diálogo público, la prosperidad, un sentido de seguridad y fe en el futuro.
También es miembro del grupo parlamentario “Marca Estatal: Ucrania”.
Yelyzaveta Yasko es miembro de grupos de cooperación interparlamentaria con Japón, Estados Unidos, el Reino Unido, Arabia Saudita, Suiza, Francia y Turquía.
Se relaciona activamente con expertos de la sociedad civil y organiza discusiones con expertos sobre cooperación interparlamentaria potencial y sobre la APCE. Yelyzaveta Yasko participó en la 15 conferencia de “Kyiv Dialogue”, en forma de diálogo abierto con el embajador de Alemania en Ucrania, miembros de la Rada Suprema de Ucrania y del Parlamento Europeo.
Apoya el desarrollo de las comunidades romaníes en Ucrania y la protección de sus derechos como minoría étnica.
Es autora de los siguientes proyectos de ley: Sobre los principios de la política de sanciones (5191), modificaciones al Código Procesal Penal (5192) y al Código Penal de Ucrania (5193); Sobre la política del no reconocimiento (5165) y modificaciones al Código Penal de Ucrania (5166); Sobre asistencia para personas de países no democráticos (5194) y modificaciones al Código Tributario de Ucrania (5195).
Es copresidente del grupo parlamentario “Ucrania 603.700”. Tiene como objetivo reunir los esfuerzos del Estado y del gobierno local y del sector público para respaldar la integridad territorial de Ucrania, y los derechos y libertades de ucranianos en los territorios ocupados.

## Actividades en la APCE
El 17 de septiembre de 2019 fue elegida presidente de la Delegación ucraniana en la Asamblea Parlamentaria del Consejo de Europa.
La Delegación ucraniana, encabezada por Yasko, se negó oficialmente a participar en la sesión de otoño de la APCE que tomó lugar entre el 30 de septiembre y el 4 de octubre de 2019, como protesta contra la vuelta de Rusia a la Asamblea por primera vez desde la votación del 10 de abril de 2014 y su exclusión de los órganos rectores de la organización, sin haber cumplido las resoluciones de la APCE.
Con respecto a la estrategia de las actividades de Ucrania en la APCE, además de Crimea, Donbás y la vuelta ilegítima de la Delegación rusa, Yasko dio prioridad a una agenda positiva de derechos humanos, migración, transiciones digitales, y la protección de datos personales.
Constató que “es importante que el no reconocimiento de la ocupación de Crimea sea evidente en todas las discusiones”.
El 20 de enero de 2020 la delegación se reunió con los líderes de los grupos políticos el Partido Popular Europeo y el Partido de los Socialistas, Demócratas y Verdes, y discutieron la crisis relacionada con la vuelta de Rusia a la APCE. La posición de la delegación sobre el nuevo procedimiento complementaria de sanciones era que se debía evitar que reemplazara las sanciones actuales contra la Federación Rusa.
El 27 de enero de 2020 Yelyzaveta Yasko y el primer vicepresidente de la Delegación ucraniana, Serhiy Sobolev, se reunieron con Marija Pejčinović Burić, la secretaria General de la APCE. Discutieron la lucha por los derechos humanos, la democracia en Europa, y las perspectivas de la agenda ucraniana.
El 31 de enero de 2020 la Delegación ucraniana, junto con las delegaciones de los países Baltic+, y representantes del Reino Unido, Islandia, Moldavia, Polonia, Eslovaquia, y Suecia, firmó una declaración condenando la decisión de reincorporar la Delegación rusa en la APCE, y subrayando la necesidad de implementar las resoluciones adoptados en años previos relacionadas con la agresión rusa y la situación con respecto a los derechos humanos en Rusia.
El 7 de febrero de 2020 Yasko dio un discurso en la APCE sobre la inadmisibilidad de la impunidad de Rusia para sus violaciones del derecho internacional y de los derechos humanos, incluso con respecto a los tártaros de Crimea.
Después de que empezaran las manifestaciones en Bielorrusia, Yelyzaveta Yasko publicó la Declaración de Bielorrusia, que condenaba el terror contra los manifestantes pacíficos. Más de 30 delegados de la APCE, de Ucrania, Austria, el Reino Unido, Dinamarca, Estonia, Letonia, Alemania, Polonia, Eslovenia y Suecia, firmaron el documento.
El 11 de enero de 2021 fue reemplazada como presidente de la Delegación ucraniana, pero sigue como miembro.
Desde enero de 2021 es miembro permanente de la Comisión encargada del seguimiento.
El 4 de febrero de 2021 fue elegida representante permanente de Ucrania en la Comisión europea contra el racismo y la intolerancia. 

## Opiniones y declaraciones políticas
En marzo de 2020 Yelyzaveta Yasko, junto con colegas del partido Servidor del Pueblo, se opuso al establecimiento del Consejo Consultativo del Grupo de Contacto Trilateral de Minsk. Yasko argumentó que el establecimiento del Consejo Consultativo cambiaría el formato de las negociaciones, haciendo que la Federación Rusa se viera como observante en lugar de participante directo en el conflicto. También argumentó que conllevaría el reconocimiento de los representantes de las organizaciones terroristas de las llamadas Repúblicas Populares de Donétsk y de Lugansk como representantes legítimos de los territorios ucranianos temporalmente ocupados, y que minaría la posición ucraniana en tribunales internacionales y las posibilidades de Ucrania para recibir indemnizaciones para los daños y pérdidas causados por Rusia. Según Yasko, aprobar el formato del Consejo Consultativo conllevaría el riesgo de derrotas para Ucrania en plataformas internacionales, el levantamiento de las sanciones internacionales impuestas sobre Rusia como resultado de sus agresiones armadas, y una derrota para Ucrania en sus esfuerzos para luchar por la verdad sobre la agresión rusa en la guerra de información.
El 16 de marzo de 2019, junto con otros diputados, Yelyzaveta firmó una carta con destino al secretario del Consejo nacional de la seguridad y defensa de Ucrania, Oleksiy Danilov, pidiendo el despido de su asesor Serhiy Syvokho en conexión con sus declaraciones con respecto al “conflicto interno” en Donbás, que son contrarias a la ley ucraniana, en la que la Federación Rusa es oficialmente reconocida como un estado agresor contra Ucrania.
Junto con un grupo de otros diputados del partido Servidor del Pueblo, Yelyzaveta Yasko respaldó públicamente el proyecto de ley número 3260, sobre modificaciones a leyes ucranianas, con el fin de mejorar ciertos mecanismos para regular actividades bancarias. Este proyecto de ley se identificó como necesario para la cooperación entre Ucrania y el FMI, y tiene como objetivo evitar que Ucrania no pague los plazos. Yasko escribió en su página de Facebook que, “Este proyecto de ley logrará que sea imposible revocar la decisión del Banco Nacional de Ucrania sobre la nacionalización/liquidación de bancos y la indemnización injusta para sus antiguos dueños.”
Es autora o coautora de proyectos de ley sobre la concesión del estatuto de participante en el conflicto a voluntarios, sobre los principios éticos de diputados, sobre la creación de la Agencia Nacional de Ucrania de la Superación de las Consecuencias de la Agresión Armada de la Federación Rusa, sobre la regulación transparente de presiones políticas, y sobre la representación igual de género.
Yelyzaveta Yasko fue una de los iniciadores del proyecto de ley que pide a otros parlamentos que condenen a Rusia por su agresión armada y las violaciones de derechos humanos en Crimea ocupada. También fue una de los iniciadores de las declaraciones de la Rada Suprema de Ucrania sobre el no reconocimiento de la legitimad de las llamadas elecciones en Crimea y en Sebastopol, y sobre la inadmisibilidad de restablecer el suministro de agua a gran escala a lo largo del Canal de Crimea del Norte hasta Crimea ocupada.
Tiene su propio blog en el sitio web de “Ukrayinska Pravda”.

## Actividades sociales
A lo largo de sus estudios en la Universidad Nacional Tarás Shevchenko de Kiev (2008-2014), Yelyzaveta Yasko participó activamente en la vida cultural de la universidad, asumiendo varios papeles de responsabilidad.
Yasko ganó premios para los mejores informes de investigaciones en conferencias académicas sobre las relaciones internacionales y las ciencias políticas. Dio discursos sobre temas tales como: “La seguridad cultural en el sistema estatal de seguridad nacional”; “La seguridad cultural como herramienta del desarrollo estatal”; “La música como medio de la manipulación política”; “La música como medio del control político”.
En 2011, 2012 y 2013 fue becada de un programa nacional para líderes jóvenes, “Zavtra.UA”. Participó en varios proyectos sociales y fundió el proyecto sociocultural ‘Play for Change’, con la meta de llamar la atención de los jóvenes a los problemas sociales vinculados con el desarrollo personal, la educación, los derechos humanos y la importancia de tomar una posición activa en la vida.
En 2013 y 2014 Yelyzaveta apoyó activamente la Revolución de Dignidad. Es conocida por haber tocado el piano sobre las barricadas entre los manifestantes y los Berkut. 
En 2014 Yelyzaveta Yasko representó a Ucrania en un programa internacional para líderes jóvenes en el foro internacional del Clinton Global Initiative University.
Entre 2014 y 2015 fue becada del Foro europeo de Alpbach. Se expresó en el Foro sobre los sueños de Ucrania.
En 2015 fue coorganizadora de y escribidora para un concierto que se organizó por el ministro de Asuntos Exteriores de Ucrania en apoyo a los prisioneros del Kremlin.
En el mismo año, fundió la “startup” “Kyiv Music Labs”, que tiene como meta promover la música ucraniana y ayudar a los músicos ucranianos.
Es miembro de la iniciativa suiza para la paz, “Caux Initiative of Change”. En 2016 participó en el programa educativa “Caux Scholars Programme”, que tiene como objetivo estudiar y analizar conflictos, la justicia transicional y la preservación de la paz. En 2018 y 2019 fue coorganizadora de la conferencia anual “Caux Dialogue on Land and Security”.
En 2018 y 2019 fue miembro de la plataforma política liberal “El Cien Europeo”.
El 17 de octubre de 2020 lanzó Yellow Blue Strategy Fund. El sitio web constata que es un fondo para la promoción cultural de Ucrania y de la libertad, y que la misión del fondo es la integración cultural de Ucrania y su promoción en el mundo.
Los proyectos del Fondo:
- La Orquesta Internacional de Libertad, una orquesta que se compone de jóvenes musicantes ucranianos. La orquesta tiene como objetivo promover la imagen de Ucrania como un país donde la libertad se valora antes de todo.
- Noches Yellow Blue, noches de arte ucraniana, del establecimiento de contactos, y de gastronomía ucraniana.

El 6 de enero de 2021, Yelyzaveta Yasko presentó un proyecto musical navideño, “Cómo suena Ucrania”, con la intención de unir al país. Fue un proyecto colectivo de Yellow Blue Strategy y del canal Ucrania 24, en el que el Orquesta Internacional de Libertad ejecutó por primera vez villancicos en arreglos de jazz. El proyecto tenía como objetivo permitir a ucranianos escuchar la música de regiones diferentes y promover la comunicación cultural entre las regiones.
Participaron los siguientes artistas: Khrystyna Soloviy, TAYANNA, Jerry Heil, ANTITILA, ALYOSHA, Oleh Skrypka y Vopli Vidoplyasova, Anastasiia Bahinska, PIANOBOY, The Alibi Sisters, Elzara Batalova, Akhtem Seitablaev, y Yelyzaveta Yasko.
El programa original “Cómo suena Ucrania”, que presentó Yelyzaveta con Oleksiy Burlakov, se estrenó en el canal Ucrania 24 el 8 de febrero de 2021. La meta del programa fue demostrar la diversidad y la singularidad histórica y cultural de las ciudades y regiones ucranianas. Los programas salieron al aire sobre Kiev, Zhytomyr y Dnipro, Ternopil y Mariupol, y Crimea.

## Datos interesantes
- Yelyzaveta Yasko fue la primera persona ucraniana que se graduó de la Escuela Blavatnik de Gobierno, en la Universidad de Oxford.
- Es autora de la letra y de la música del himno de la Facultad de Filosofía de la Universidad Nacional Tarás Shevchenko de Kiev.
- Ucrania ganó el primer premio en el Festival Internacional de la Creatividad Cannes Lions para el proyecto “Testigo”, en el que Yelyzaveta fue directora ejecutiva.
- Yelyzaveta recuadó dinero para pagar sus estudios en Oxford durante 3 años, y la apoyaron más de 50 donantes. Recibió el financiamiento de varios programas becarios (Worldwide Studies, Seed Grant) y también usó “crowdfunding”.
- Posea una educación profesional de música en el piano y la composición musical. Ha compuesto más de 50 composiciones musicales y piezas originales.
- Apareció en el documental “Casi adulto. Diario a los veinte años” en el canal STB.
- En marzo de 2020, la publicación NB la incluyó en la lista de “Las 100 ucranianas más exitosas”, y Yelyzaveta figuró como el número 7 en la categoría política.
- Según un estudio realizado por expertos del “Prisma Ucraniana”, Yelyzaveta es la segunda diputada más activa con respecto a la defensa de los intereses de Ucrania en el extranjero.